# Stettiner Zeitung
Die Stettiner Zeitung erschien von 1755 bis 1910.   Sie war die wichtigste Tageszeitung in Pommern im 18. und frühen 19. Jahrhundert.

## Geschichte
Am 8. August 1755 erhielt der Buchdrucker und Verleger Hermann Gottfried Effenbarth (1723–1784) das königliche Privileg, als Regierungsbuchdrucker tätig zu sein und die Stettinischen Zeitungen herauszugeben.
In diesem Jahr gründete er  die Königlich Privilegirte Stettinische Zeitung.  Diese war das offizielle amtliche Mitteilungsblatt für Pommern in dieser Zeit. Sie erschien anfangs dreimal wöchentlich,  später täglich.
Ab 1806 wechselten mehrmals die Bezeichnungen, auch bedingt durch die Napoleonischen Besetzungszeit (1806–1813).
1849 übernahm der neue General-Anzeiger für Stettin und die Provinz Pommern die amtlichen Nachrichten.
Seit 1860 führte der Verleger Robert Graßmann die Stettiner Zeitung weiter.
Am 30. Juni 1910 erschien die    letzte Ausgabe, da es inzwischen mehrere auflagenstärkere Tageszeitungen in Stettin gab.
Bezeichnungen
- Königlich Privilegirte Stettinische Zeitung, 1755–1798
- Königl[ich] Privil[egirte] Stettiner Zeitung, 1806–1809, während der französischen Besatzungszeit
- Königlich Preußische Pommersche Zeitung, 1812–1814, H.G. Effenbarth's Erben, zweimal wöchentlich (ZDB-ID 1501137-9)
- Königlich Preußische Stettinische Zeitung, 1814–1822
- Königlich Preußische Stettiner Zeitung, 1822–1835
- Königl[ich] Privil[egirte] Stettiner Zeitung, 1836–1848
- Königlich Privilegirte Stettinische Zeitung, 1848–1852
- Stettiner Zeitung (?), 1852–1856
- Privilegirte Stettiner Zeitung, Effenbarth, 1856–1860 ZDB-ID 1129289-1
- Stettiner Zeitung (?), 1860–1865, Graßmann
- Stettiner Zeitung, 1865–1910, Graßmann, mit neuer Jahrgangszählung